# Liste des cours d'eau de l'Aude
Pour un article plus général, voir Géographie de l'Aude.
Liste des fleuves, rivières et autres cours d'eau qui parcourent en partie ou en totalité le département de l'Aude. La liste présente les cours d'eau, généralement de plus de 10 km de longueur sauf exceptions, par ordre alphabétique, par fleuves et bassin versant, par station hydrologique, puis par organisme gestionnaire ou organisme de bassin.

## Classement par ordre alphabétique

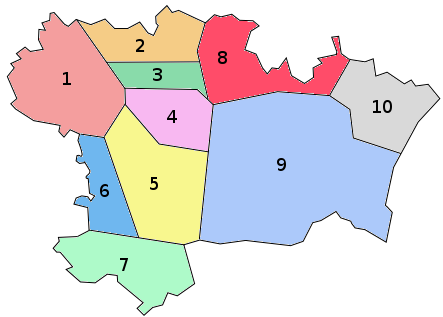
carte des régions naturelles de l'Aude

- Agly[S 1], Aiguette[S 2], Ambronne[S 3], Argent-Double[S 4], Arnette[S 5], Aude[S 6], Aussou[S 7]
- Baris[S 8], Barrou (de)[S 9], Berre[S 10], Blanque[S 11], Blau (affluent de l'Hers-Vif)[S 12], Blau (affluent du Sou du Val de Daigne)[S 13], Boulzane[S 14], Bretonne (de)[S 15]
- Canal de la Robine[S 16], Cesse[S 17], Clamoux[S 18]
- Dure[S 19]
- Espène[S 20], Estaut[S 21]
- Fresquel[S 22]
- Ganguise[S 23], Gardijol[S 24], Grand Hers[S 25], Grasse[S 26], Grésillou[S 27], Gué[S 13]
- Hers-Mort[S 28], Hers-Vif[S 25]
- Jammas[S 29]
- Lampy[S 30], Laudot[S 31], Lauquet[S 32], Lauquette[S 33], Linon[S 34]
- Nielle[S 35]
- Ognon[S 36], Orbiel[S 37], Orbieu[S 38]
- Rébenty[S 39], Répudre[S 40], Rialsesse[S 41], Rieutort[S 42], Rivière de Quarante[S 43], Rivière Tarrasac[S 44], Rivière du Mas de Ségure[S 45], Rougeanne[S 46], Ruisseau de Pech d'Acou[S 47], Ruisseau des Mattes[S 48], Ruisseau du Marès[S 49]
- Sals[S 50], Sor[S 51], Sou de Laroque[S 52], Sou de Val de Daigne[S 53]
- Torgan (de)[S 54], Trapel[S 55], Tréboul[S 56]
- Verdouble[S 57], Vernassonne[S 58], Vixiège[S 59]

## Classement par fleuve et bassin versant
Les fleuves traversant le département de l'Aude sont l'Agly, l'Aude, et la Berre. Par contre le bassin versant de la Garonne empiète au sud-est.
- l'Agly, 81,7 km[S 1]
  - la Boulzane, 33,9 km[S 14]
  - le Verdouble, 46,7 km[S 57]
    - la Rivière Tarrassac, 11,7 km[S 44]
      - la Rivière Mas de Ségure, 15,5 km[S 45]

    - le Torgan, 19,1 km[S 54]
- l'Aude, 224 km[S 6]
  - l'Aiguette, 20,1 km[S 2]
  - l'Argent-Double, 37,4 km[S 4]
  - la Bretonne, 14,6 km[S 15]
  - la Cesse, 53,5 km[S 17]
  - le Fresquel, 63 km[S 22]
    - la Rougeanne, 33,5 km[S 46]
      - la Dure, 26,9 km[S 19]
        - le Linon, 11,3 km[S 34]

      - le Lampy, 29,3 km[S 30]
        - la Vernassonne, 22,5 km[S 58]

    - le ruisseau de Tréboul, 22,5 km[S 56]

  - l'Orbiel, 40,9 km[S 37]
    - la Clamoux, 32,4 km[S 18]
    - le ruisseau du Grésillou, 8,5 km[S 27]
    - le Rieutort, 12,2 km[S 42]

  - l'Orbieu, 84,1 km[S 38]
    - l'Aussou, 17,4 km[S 7]
    - la Nielle, 15 km[S 35]
    - le Ruisseau des Mattes, 15,8 km[S 48]
    - le Sou de Laroque, 17,2 km[S 52]

  - le Lauquet, 36,6 km[S 32]
    - le Baris, 9,9 km[S 8]
    - la Lauquette, 17,9 km[S 33]

  - l'Ognon, 23,2 km[S 36]
    - l'Espène, 13,6 km[S 20]

  - le Rébenty, 33,6 km[S 39]

- - la Rivière de Quarante, 20,3 km[S 43]
  - le ruisseau du Répudre, 13,3 km[S 40]
  - la Sals, 19,9 km[S 50]
    - la Blanque, 14,7 km[S 11]
    - la Rialsesse, 14,2 km[S 41]

  - le Sou de Val de Daigne, 29,5 km[S 53]
    - le Blau, 16,1 km[S 13]

  - le ruisseau de Trapel, 19,2 km[S 55]
- la Berre, 52,7 km[S 10]
  - le Barrou, , 16,2 km[S 9]
  - le canal de la Robine, , 32,5 km[S 16]
- la Garonne, 528,7 km[S 60]
  - l'Ariège, 163,1 km[S 61]
    - le Grand Hers ou Hers-Vif, 134,9 km[S 25]
      - l'Ambronne, 22,2 km[S 3]
      - le Blau, 16,1 km[S 12]
      - l'Estaut, 19,5 km[S 21]
      - la Vixiège, 33,6 km[S 59]
        - le Ruisseau de Pech d'Acou, 10,6 km[S 47]

  - l'Hers-Mort, 89,3 km[S 28]
    - la Ganguise, 16,7 km[S 23]
    - le ruisseau de Gardijol, 22,2 km[S 24]
    - le Jammas, 11,8 km[S 29]
    - le Marès, 12,7 km[S 62]
      - la Grasse, 18 km[S 26]
      - le Ruisseau du Marès, 14,6 km[S 49]

  - le Tarn, 380,2 km[S 63]
    - l'Agout, 194,4 km[S 64]
      - le Sor, 60,8 km[S 51]
        - le Laudot, 22,9 km[S 31]

      - le Thoré, 61,6 km[S 65]
        - l'Arnette, 26,5 km[S 5]

## Hydrologie oustation hydrologique
La Banque hydro a référencé les stations suivantes :
- l'Agly à Camps-sur-l'Agly[BH 1],
- l'Ambronne à Caudeval[BH 2],
- l'Argent Double à 
  - la Redorte (Les Salices)[BH 3], Caunes-Minervois[BH 4],
- l'Aude à 
  - Escouloubre (amont)[BH 5], Escouloubre (aval)[BH 6], Sainte-Colombe-sur-Guette (Nentilla)[BH 7], Belvianes-et-Cavirac[BH 8], Quillan (OA Rd 118)[BH 9], Couiza[BH 10], Alet-les-Bains[BH 11], Limoux (Pont-de-fer)[BH 12], Carcassonne (Pont-Neuf)[BH 13], Carcassonne (Pont-Vieux)[BH 14], Puichéric[BH 15], Marseillette[BH 16], Trèbes (rue Voltaire)[BH 17], Ventenac-en-Minervois[BH 18], Saint-Marcel-sur-Aude[BH 19], * l'Aude à Moussan (Moussoulens -viaduc)[BH 20], Moussan (Moussoulens - écluse)[BH 21],  Cuxac-d'Aude (Cuxac)[BH 22], Coursan (Arminis)[BH 23], Coursan (Village)[BH 24],
- la Berre à 
  - Durban-Corbières[BH 25], Villesèque-des-Corbières (Ripaud)[BH 26], Villesèque-des-Corbières (Château de Gleon-Portel)[BH 27], Portel-des-Corbières[BH 28],
- le Blau à Chalabre[BH 29],
- la Bruyante à Escouloubre (Usson-les-Bains)[BH 30],
- le canal de la Robine à Moussoulens[BH 31].
- la Cesse à 
  - Bize-Minervois[BH 32], Mirepeisset[BH 33],
- la Clamoux à 
  - Malves-en-Minervois[BH 34], Villeneuve-Minervois[BH 35],
- la Dure aux Martys[BH 36],
- le Fresquel à 
  - Villepinte[BH 37], Carcassonne (Pont Rouge)[BH 38], Pezens[BH 39],
- la Guanguise à Gourvieille[BH 40],
- le Lampy à Raissac-sur-Lampy[BH 41],
- le Lauquet à 
  - Greffeil[BH 42], Saint-Hilaire (Le Pech)[BH 43],
- l'Ognon à Pépieux[BH 44],
- l'Orbiel à 
  - Lastours (Mairie)[BH 45], Lastours[BH 46], Bouilhonnac (Villedubert)[BH 47],
- l'Orbieu à 
  - Montjoi (Le Moulin)[BH 48], Saint-Martin-des-Puits[BH 49], Lagrasse (OA RD 3)[BH 50], Luc-sur-Orbieu[BH 51], Villedaigne (RN113)[BH 52],

- le Petit Verdouble à Tuchan[BH 53],
- le Rebenty à Saint-Martin-Lys[BH 54],
- le Ripaud à Fontjoncouse (Ripaud)[BH 55],
- la Rougeanne à Moussoulens[BH 56],
- le ruisseau le Sou à Lagrasse[BH 57],
- le ruisseau de Lavalette à Alet-les-Bains (Alet-les-Bains)[BH 58],
- le Ruisseau de Tenten à Saint-Martin-le-Vieil[BH 59],
- la Salz à Cassaignes[BH 60],
- le Sou à Saint-Martin-de-Villereglan[BH 61],
- le Trapel à Villedubert[BH 62],
- le Ruisseau de Tréboul à Villepinte[BH 63],

- Le Verdouble à Padern[BH 64],
- la Vixiège à Belpech[BH 65],